# Johan Gabriel Nordin
Johan Gabriel Nordin, född 1835 i Hedemora, död 1886, var en svensk boktryckare.
Nordin innehade en tid ett tryckeri i Stockholm och var från P.A. Norstedt & Söner. Bland Nordins skrifter märks Handbok i boktryckarkonsten (1881) samt Svenskt tryckerihistoria 1483-1883 (1883, tillsammans med Gustaf Edvard Klemming).